# 劉胡
劉胡（？—466年），原名劉坳胡 ，南陽郡湼陽縣人。南朝宋將領，他曾參與討伐蠻族，甚有戰績，後亦成為劉子勛義嘉政權的主要將領，但手握強軍卻無建樹，反為支持宋明帝的部隊逼得出逃被殺。

## 生平

### 郡將出身
劉胡以郡將出身，為人能人善辯，處事安排允當，升任隊主後在討伐蠻族上屢建功勳，蠻人都很怕他。元嘉二十八年（451年），劉胡獲授振威將軍，率領三千步騎進攻上如南山就溪蠻，大破對方。孝建元年（454年），劉胡獲時任雍州刺史朱脩之任命為他的平西外兵參軍、寧朔將軍、建昌太守，並在該年參與討伐起事的豫州刺史魯秀，除建武將軍、東平陽平二郡太守。後劉胡入朝任太宰劉義恭的參軍，並加龍驤將軍。景和元年（465年），前廢帝一度以建安王劉休仁出任雍州刺史，遂讓劉胡任其安西中兵參軍、馮翊太守。不過休仁沒有獲外調，雍州刺史一職由原安西司馬袁顗改任，劉胡就調任其諮議參軍，與其同赴襄陽（今湖北襄陽市）。時前廢帝凶暴，袁顗懼禍，於是甫到雍州就與劉胡修治城垣，準備兵器，招集士卒，做好作戰準備。同年宋明帝在部屬發動兵變殺掉前廢帝後，以劉胡為越騎校尉。

### 濃湖拒戰
不過，當時江州刺史晉安王劉子勛在其長史鄧琬力主下抗拒宋明帝任命，袁顗亦支持劉子勛政權。當時宋明帝派了劉胡的州里武念到雍州當南陽太守，並撫慰當地，但武念在當地很得人心，劉胡就派了幾個心腹到武念處投誠，找機會將他抓住，並交給袁顗處決，將首級送到尋陽（今江西九江市）那裏。泰始二年（466年），劉子勛於尋陽稱帝，建年號義嘉，與建康的宋明帝朝廷分庭抗禮，劉胡亦獲授輔國將軍、豫州刺史。當時義嘉政權獲全國大部分地方支持，東下建康的大軍初戰亦捷，宋明帝所命的前鋒主將殷孝祖更戰死，但明帝一方軍隊最終還是穩下陣來，由陶亮等人統領的江州軍只能屯守鵲尾的濃湖（今安徽繁昌縣東北），另由薛常寶守赭圻（今安徽繁昌西）。不久，鄧琬就派了劉胡領三萬兵及二千鐵騎增援鵲尾大軍，而因著劉胡昔日的戰功，以及得眾心，故即使是接替殷孝祖為前鋒主將的沈攸之等人都很忌憚他。當時劉胡嘗試策反在攸之麾下的同鄉蔡那、佼長生及張敬兒，但都為他們所拒絕，而劉胡增援亦沒有對讓局勢改變。隨著東線支持義嘉政權的勢力被肅清，宋明帝調了更多軍隊增援西線，薛常寶所守的赭圻愈見壓力，至三月二十九日（466年4月29日），劉胡因糧盡的薛常寶求援而領一萬兵乘夜在山間開路，向赭圻運送米糧。翌日早上，劉胡軍抵達赭圻城外，但隔著護城河而未及進城，更遭沈攸之等軍發現並進攻，劉胡命人抽走後方已過的小橋試圖阻遏攻勢，但為荀僧韶用木板當橋所解，劉胡雖然斬殺了輕騎深入的劉沙彌，亦傷了攸之，但攸之等軍與劉胡軍決戰之下劉胡還是大敗，被逼丟棄糧食和甲杖循山路撤退，在沈攸之等軍追擊下傷亡慘軍，劉胡也在戰事中受了傷。早前劉胡用假裝翻掉的船順江運糧的計策被攸之識破，現在以兵運糧又失敗，缺糧的薛常寶遂向劉胡請求突圍。四月四日，劉胡率數千人接應薛常寶突圍，攸之等人出盡力量阻擊，兩軍苦戰了一天，薛常寶等多人都被重創，但都得奔回劉胡部中，然赭圻城就被攸之等軍所攻下。劉胡接著派了陳紹宗、陳慶率二百輕艓及五十大艦出鵲外挑戰，又為吳喜等人所敗，依舊無法有進展。鄧琬於是在六月加袁顗都督征討諸軍事，以子勛名義下詔命袁顗率所部的二萬雍州兵增援鵲尾。六月十八日（7月16日），袁顗就領著千艘樓船的大軍抵達鵲尾，可是他並無將帥謀略，作為主帥卻沒有在軍中穿過戎裝，也沒對軍務有所談論，一直都在賦詩談義理；他又沒和諸將通接，甚至劉胡找他論事，他的答覆都很簡略，這令軍中對他很失望，而劉胡就更痛恨他。

### 失利敗死
宋明帝軍隊方面，張興世為求打破局面，建議了繞過鵲尾，在上游阻截敵軍糧道的計策，並獲攸之等人支持採用。劉胡知道興世試圖繞據其上游，卻笑他：「我尚不敢篒越彼下取揚州，張興世何物人，欲輕據我上！」不過，興世還是成功到了錢谿（今安徽貴池縣東），準備建立營寨據守，劉亮更加率領他的一小支軍隊進逼劉胡軍營，劉胡派了副將孫犀等五人去抓劉亮，反為劉亮所殺，並被劉亮深入立營。袁顗對此相當恐懼，故興世軍在錢溪過了一晚後，劉胡親率二十六軍共四百輕舸，經鶕頭內路攻錢谿，但當時他卻向長史王念叔稱自己擅長步戰而不習水戰，步戰時他在萬人之中，而水戰各船不相應，自己只在三十人中，故認為危險，竟託言瘧疾而停留在鵲頭不動。他只派了陳慶率三百舸取錢谿，並指示他不用戰鬥，宣稱興世自己會退走。陳慶到後不敢進攻，繞過錢谿而在梅根立寨。劉胡另派王起帶著百舸為別軍攻興世，興世阻止部眾迎擊，反下令士眾繼續修治城寨，一直等到船隊走到江中漩渦中移動受阻時才命諸軍進擊，一舉打敗了王起軍，不少人墮水溺死。劉胡亦只有收兵退還，並向袁顗表示興世營壘已立，短時間內不能攻下，反稱陳慶據其上游，與下游大軍對興世已成圍困之勢，不再成威脅。但袁顗不滿劉胡不肯正面作戰，以糧道受阻事實詰責他，劉胡反說：「復尚得泝流越我而上，此運何以不得沿流越彼而下邪。」袁顗就命令劉胡率二萬兵及一千騎再攻張興世。為了讓張興世建好營壘，沈攸之等軍就主動進攻濃湖，以減輕興世的壓力，袁顗逼於攸之等人連日猛攻，在劉胡走到錢谿數十里外時還是召還劉胡協助防守，興世亦因而建好營壘，站穩錢谿了。
因為興世阻斷後方與劉胡大軍的糧道，大軍到了八月已經缺糧了，當時鄧琬從尋陽送了大批物資到來，就因為興世而不敢繼續前進，停滯在南陵縣。劉胡於是派了沈仲玉領千人走到南陵取糧，拿了三十萬斛米糧及十多舫錢布，到了貴口時不敢再走，寫信請劉胡領重兵迎接。但興世等人就在此時進襲貴口，戰事打了一天，沈仲玉敗歸，所有物資都被搶了，三十萬斛米糧盡被焚毀。此事大大動搖了大軍軍心，而劉胡副將張喜也叛降明帝軍隊了，並報告劉胡打算叛逃的消息。八月二十四日（9月19日），劉胡騙袁顗要再攻興世，並到大雷取糧，在夜間就帶著袁顗分配的兵馬跑到梅根，接著會合南陵各軍，燒掉大雷諸城，乘預先由薛常寶準備的船隻回尋陽。袁顗得知劉胡逃了，自己亦出逃，大軍於是潰散。劉胡帶著這批人兵臨尋陽，假稱袁顗已叛降，只有他領著兵回來，還宣稱自己會留在盆城等待指示。但劉胡及後就乘夜走到沔口，這又令鄧琬等人不知所措，尋陽一片混亂。劉胡入沔水後，部眾都已經逃了，走到百城時就只剩下數騎。竟陵郡丞陳懷真知劉胡經過就領數十人去攔截，劉胡走了這麼久已經很累，自認為這回已經逃不了，就跟了懷真入城，稱口渴而求得酒，飲完後用佩刀自殺未遂，遭斬首並送首建康。

## 性格特徵
- 劉胡面色坳黑，像胡人一樣，故此取名「坳胡」，後來才因拗口難讀而改稱單字名「胡」。[11]
- 劉胡討蠻有功，蠻族對劉胡亦相當畏懼，據說胡人小孩號哭時只要說「劉胡來」，小孩就不敢哭。